# HD 137510
HD 137510，又名BD+19 2966，SAO 101548、HR 5740，是一颗恒星，视星等为6.27，位于銀經29.13，銀緯53.87，其B1900.0坐标为赤經15h 21m 23.3s，赤緯+19° 53.87′ 55″。

## 特性
- 光谱分类：G0IV-V
- U−B 色指数：0.2
- B−V色指数：0.6

## 天体测定
- 径向速度 (Rv)	0.2 km/s
- 赤经：-3 mas/yr
- 赤纬：- mas/yr

## 其它命名
BD+19 2966，SAO 101548，HD 137510，HR 5740 